# دشمنان ملت (فیلم ۲۰۰۹)
دشمنان ملت، دشمنان مردم یا دشمنان اجتماع (به انگلیسی: Public Enemies) فیلمی ساختهٔ مایکل مان محصول ایالات متحدهٔ آمریکا با بازی جانی دپ و کریستین بیل که در اول ژوئیهٔ ۲۰۰۹ اکران شد.
دشمنان ملت اقتباسی از کتاب تحلیلی برایان بیورو دربارهٔ تبهکاری به نام جان دیلینگر با عنوان دشمنان مردم: بزرگ‌ترین موج جنایی آمریکا و تولد اف‌بی‌آی از ۱۹۳۳ تا ۱۹۳۴ است.
در این فیلم جانی دپ نقش یک تبهکار مسلح و حرفه‌ای به نام جان دیلینجر را بازی می‌کند که یک شخصیت واقعی بوده، دیگر شخصیت‌های داستان نیز حقیقی هستند. مایکل مان که به دقت بسیار زیاد به جزئیات در فیلم‌سازی‌اش مشهور است، سکانس‌های مختلف این فیلم از جمله فرار جان دیلینجر از زندان و نحوه کشته شدن او را عیناً بر اساس آنچه اتفاق افتاده بود به تصویر کشیده‌ است.
در ابتدا قرار بود تا فیلم به‌صورت تلویزیونی و با بازی لئوناردو دی‌کاپریو آغاز شود، اما به دلیل خلل در انجام پروژه و تعویق سه سالهٔ آن، سرانجام با جدا شدن دی کاپریو و پیوستن جانی دپ، مایکل مان مصمم به ساخت این فیلم سینمایی شد. همچنین ماریون کوتیار به دلیل اعتصاب جمعی نویسندگان هالیوودی و در زمان توقف پروژهٔ ساخت فیلم «۹» به تیم مایکل مان پیوست تا در این فرصت فیلمی را به نام خود ثبت کرده باشد.
جان دیلینجر در فاصلهٔ میان مهٔ ۱۹۳۳ تا ژوئیهٔ ۱۹۳۴ از ده‌ها بانک سرقت کرد و نزدیک به ۳۰۰ هزار دلار ربود که معادل پنج‌میلیون دلار امروز است.
این فیلم نسبت به فیلم‌های دیگرِ مایکل مان این برتری را دارد که با دوربین‌هایی دیجیتال و با لنز بسیار حساس فیلمبرداری شده‌ است.

## خلاصهٔ داستان
داستان دههٔ ۱۹۳۰ میلادی آمریکا را روایت می‌کند. دوران رکود اقتصادی که مردم عامل اصلی بدبختی‌های خود را بانک‌ها می‌دانستند. فیلم به قسمت کوتاهی از زندگی جان دیلینجر، گنگستر خطرناک و معروف را روایت می‌کند که با زدن بانک و بازگرداندن پول مردم بین آنها در حکم یک قهرمان ملی بود و به همین وسیله در میان مردم پنهان می‌شد درحالی که نیروهای امنیتی از او به عنوان دشمن شماره یک اجتماع یاد می‌کنند.
فیلم با صحنه فراری دادن چند تن از دوستان دیلینجر از زندان توسط او آغاز می‌شود. در این بین آلتر، شخصی که گویی برای او اهمیت بسیاری داشته‌است، می‌میرد. از سویی دیگر، در سازمان اف‌بی‌آی سروان «ملوین پرویس» که یک مأمور با تجربه‌است به خاطر کشتن گنگستری به نام «چارلز فلوید» ترفیع می‌گیرد و باید روی پرونده دیلینجر و دستگیری او کار کند.
فیلم همچنین رابطه عاشقانه دیلینجر با بیلی فِرشِت (با بازی کوتیار) را روایت می‌کند که در یک صحنهٔ رقص با هم آشنا می‌شوند در حالی که ترانه «بای بای پرنده سیاه» پخش می‌شود.
نیمه دوم فیلم اما به درام ماجرا می‌پردازد. دیلینجر تمام دوستانش را ازجمله را از دست می‌دهد و درحالی که در تاریخ ۲۲ ژوئن ۱۹۳۴ برای دیدن ا فیلم «ملودرام منهتن» به «سینما بایاگراف» در شیکاگو رفته بود، پس از خروج از سینما، در دام مأموران اف‌بی‌آی به رهبری ملوین پرویس افتاد و به ضرب سه گلوله کشته شد. او چیزی را در گوش یکی از قاتلانش زمزمه می‌کند. مأموری که به دیلینجر تیر زده و پرویس صحنه را ترک می‌کنند در حالی که مردم به‌طرف دیلینجر می‌دوند. در واقعیت هیچگاه معلوم نشد آخرین کلمات دیلینجر چه بوده اما در فیلم، مایکل مان برای سکانس پایانی بر اساس حدس و گمان خودش حرف آخر دیلینجر را این‌گونه روایت می‌کند:
بعد از مرگ دیلینجر، قاتلش در زندان به بیلی فرشت که قبلاً توسط پلیس دستگیر شده‌بود، می‌گوید که دیلینجر قبل از مرگش به او گفته که به بیلی بگوید: خداحافظ پرندهٔ سیاه. فیلم با صحنهٔ گریهٔ بیلی به پایان می‌رسد.

## بازیگران

جان دیلینجر در دادگاه فدرال

- جانی دپ: جان دیلینجر: سارق مسلح بانک. ابتدا قرار بود لئوناردو دی‌کاپریو این نقش را قبول کند که به‌دلیل سه سال عقب‌افتادن پروژه در فیلم رفتگان اسکورسیزی بازی کرد.
- کریستین بیل: ملوین پرویس: نقش مأمور اف‌بی‌آی که قرار بود دیلینجر را دستگیر کند.
- بیلی کروداپ: جی ادگار هوور رئیس اف‌بی‌آی.
- ماریون کوتیار: بیلی فرشت دوست‌دختر دیلینجر
- چنینگ تیتوم: فلوید بچه‌خوشگل یک گانگستر قاتل و سارق بانک که توسط پرویس در ابتدای فیلم کشته شد.
- جووانی ریبیسی: آلوین کارپیس از دوستان جان دیلینجر
- استیون لانگ: چارلز وینستد مأموری که از تگزاس برای کمک به پرویس به شیکاگو آمد و درنهایت به دیلینجر شلیک کرد.
- استیون گراهام: نلسون بچه‌صورت (بیبی فیس) گنگستر و سارق بانک
- جیسون کلارک: جان همیلتون (معروف به رد) از دوستان جان دیلینجر

## نظرات
- اثری عمیق و زیبا... مالونا درگیس-منتقد نیویورک تایمز
- مایکل مان در این فیلم به تغییر روند سینما کمک می‌کند...مالونا درگیس-منتقد نیویورک تایمز
- مان در این فیلم تحرکی نفسگیر مداوم می‌گذارد...اسکات فونداس-منتقد ویلیچ وویس
- مایکل مان و جانی دپ شدت عاطفی لحظه آخر را دربارهٔ مردان جان‌سخت بالا برده‌اند.مایکل اسکارگا-نویسنده برجسته پالیتمور سان

## کتاب صوتی

جلد کتاب صوتی

این فیلم در ۳ ژوئیهٔ روی کتاب صوتی رفت.

## نگارخانه

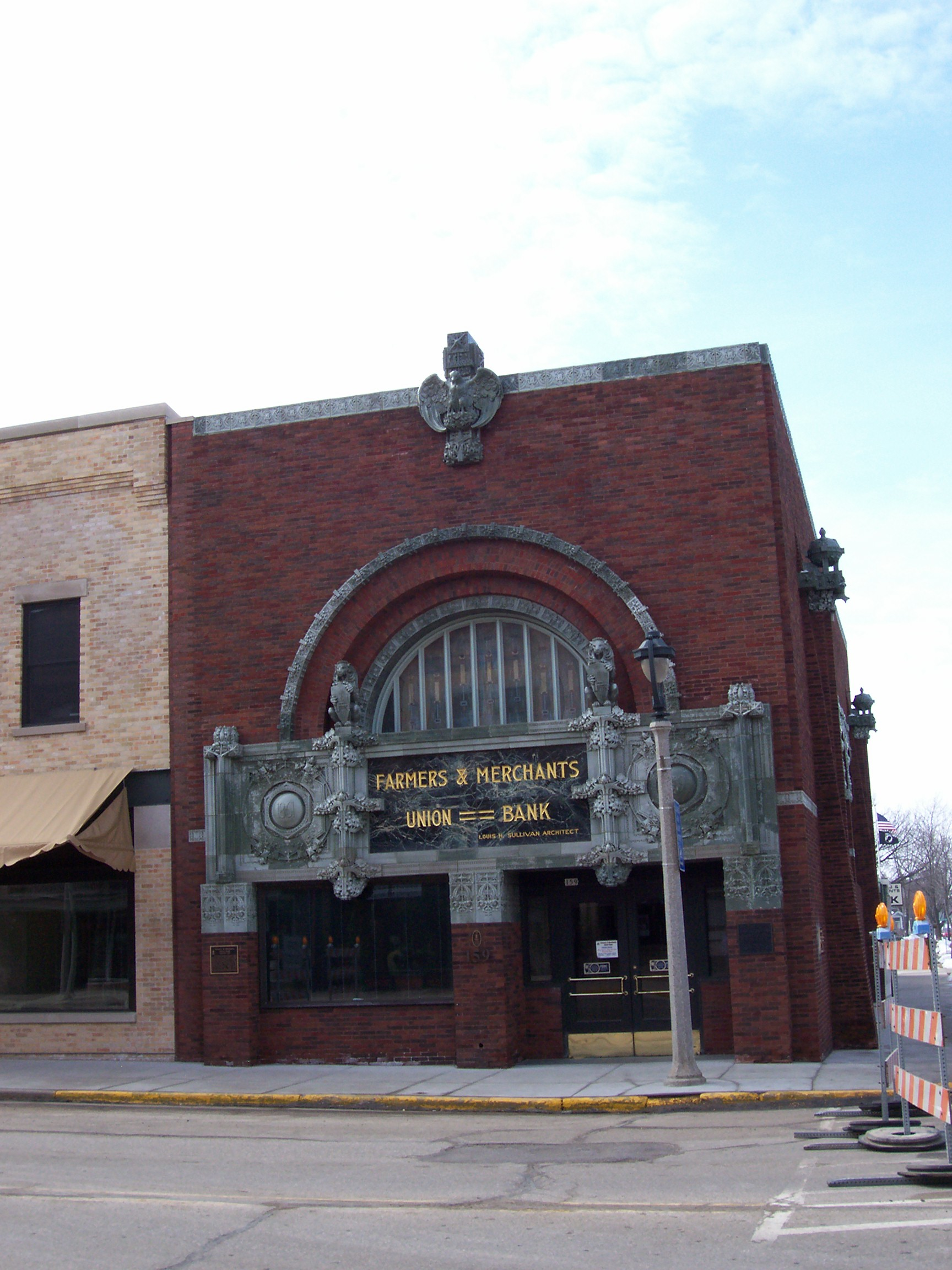
فارمرس اند مرچنتز
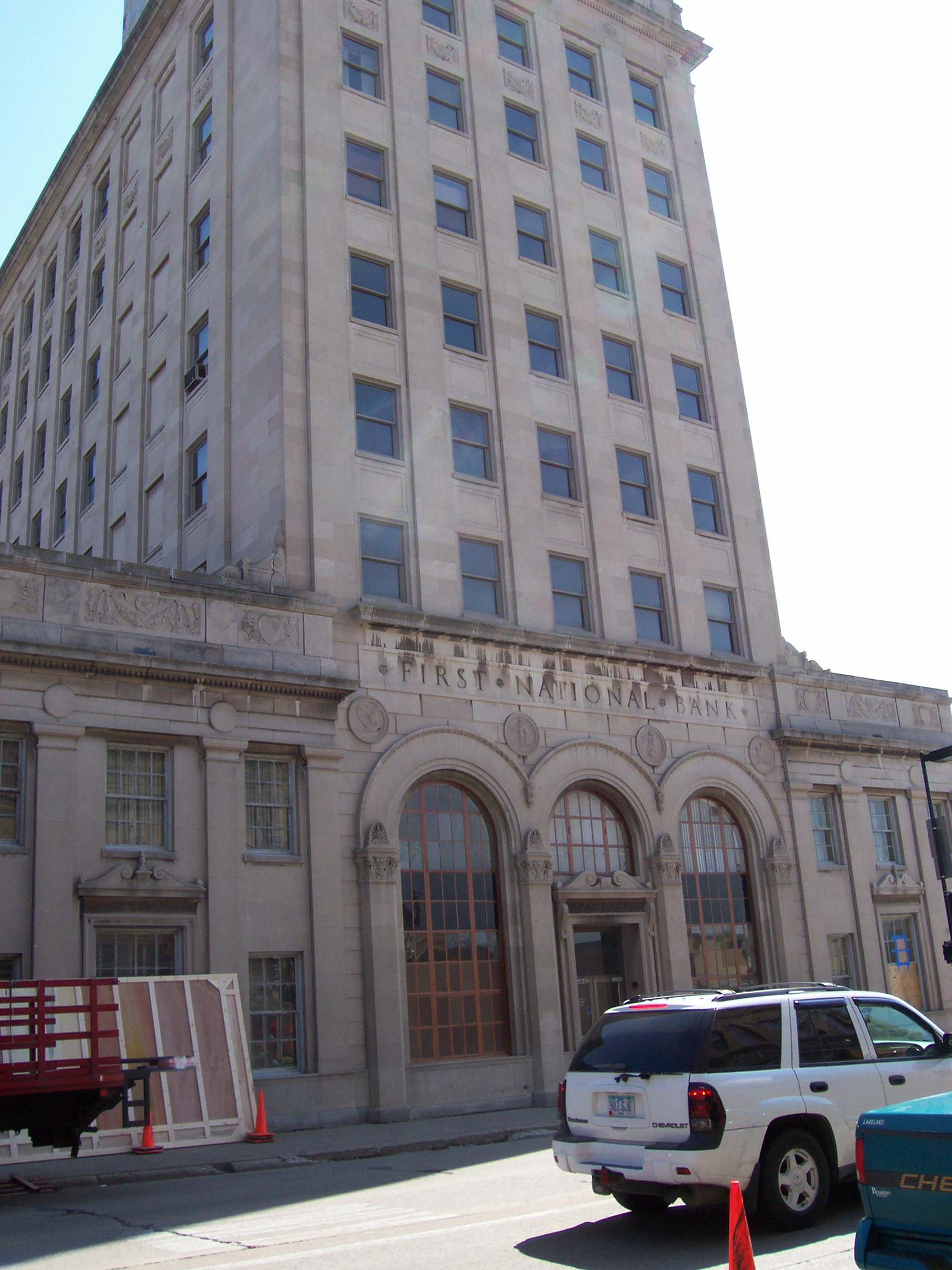
بانک ملی اول در طول فیلمبرداری